# Вологаз I (Партия)
Вологаз I е владетел на Партия от династията на Арсакидите. Управлява от ок. 51 до 78 г.

## Живот
Син на Вонон II и тракийска конкубина, след възкачването си дава властта в Медия на брат си Пакор II. Окупира Армения за да постави на трона там друг от своите братя Тиридат I, което води до избухването на военни действия срещу легионите на Римската империя (54 – 63 г.). След променливо развитие на войната партският цар договаря мир с император Нерон, който признава Тиридат I за владетел на Армения като васал на Рим.
Управлението на Вологаз I е смущавано от атаките на степните народи дахи и сака (скити) от изток, както и от нахлувания на алани в Кападокия, Медия и Армения. Избухва бунт на Вардан II един от синовете на царя, а Хиркания се отцепва от Партската държава.
Управлението на Вологаз I се отличава със своеобразната иранска реакция срещу елинистическото влияние в Партия. По това време започва събирането на писанията от зороастрийската Авеста. Често използваната гръцка азбука е заменена с арамейски език, гръцките имена на някои градове са заменени с персийски, възстановени са някои стари обичаи и традиции от времето на Ахеменидите.